# ادی جونز
ادی جونز (انگلیسی: Eddie Jones؛ زادهٔ ۱۹۳۷ - درگذشته ۶ ژوئیه ۲۰۱۹) یک هنرپیشه اهل ایالات متحده آمریکا بود.

## گزیدهٔ آثار

### سینما
- بازگشت به من (۲۰۰۰)
- ترمینال (۲۰۰۴)
- سیبیسکوت (۲۰۰۳)
- کارآگاه آوازخوان (۲۰۰۳)
- لیگ خودشان (۱۹۹۲)
- شیادان (۱۹۹۲)
- کلاهبرداران (۱۹۹۰)
- مرد کادیلاک (۱۹۹۰)

### تلویزیون
- ایکوالایزر (۱۹۸۹–۱۹۸۶)